# جیمز داناوان
جیمز بریت داناوان (۲۸ فوریه ۱۹۱۶–۱۹ ژانویه ۱۹۷۰) وکیل آمریکایی، افسر نیروی دریایی ایالات متحده آمریکا و مذاکره کننده سیاسی بود.
داناوان عمدتاً به خاطر مذاکره معاوضه خلبان آمریکایی یو-۲، فرانسیس گری پاورز با جاسوس شوروی رودلف ایبل و مذاکرات برای آزادسازی ۱۱۱۳ زندانی توافق شده با فیدل کاسترو که با تلاش‌های داناوان به آزادسازی ۹۷۰۳ زندانی مرد، زن و کودک زندانی در کوبا پس از شکست عملیات خلیج خوک‌ها در سال ۱۹۶۲ ختم شد شناخته می‌شود.